# Pharcidodes divisus
Pharcidodes divisus là một loài bọ cánh cứng trong họ Cerambycidae.